# Liparis goodyeroides
Liparis goodyeroides là một loài thực vật]] thuộc họ Orchidaceae. Loài này có ở Cameroon và Nigeria. Môi trường sống tự nhiên của chúng là rừng khô nhiệt đới hoặc cận nhiệt đới. Chúng hiện đang bị đe dọa vì mất môi trường sống.